# رئیس‌جمهور تاجیکستان
رئیس‌جمهور تاجیکستان رئیس کشور و بالاترین مقام در سیاست تاجیکستان است. رئیس‌جمهور ریاست قوه مجریه این کشور و فرماندهی کل نیروهای مسلح تاجیکستان را بر عهده دارد.
جایگاه رئیس‌جمهوری در نوامبر سال ۱۹۹۰ میلادی، هنگامی که تاجیکستان هنوز یکی جمهوری‌های اتحاد جماهیر شوروی محسوب می‌شد ایجاد گردید. مقر رئیس‌جمهور تاجیکستان در شهر دوشنبه قرار دارد. رئیس‌جمهور را شهروندان تاجیکستان با آرای عمومی، مستقیم و با رأی شخصی پنهانی به مدت ۷ سال انتخاب می‌نمایند. هر یک از افراد شهروند تاجیکستان که از سن ۳۵ تا ۶۵ سالگی را دارد و زبان فارسی تاجیکی می‌داند و در کشور تاجیکستان حداقل ۱۰ سال اقامت دارد می‌تواند به نامزدی ریاست جمهوری انتخاب شود شخصی به ریاست جمهوری نامزد می‌شود که حداقل ۵٪ رأی‌دهندگان به پیشنهاد نامزدی او رأی مثبت داده باشند. رئیس‌جمهور مادام العمر به سمت ریاست جمهوری انتخاب گردد (در حالیکه امامعلی رحمان در سال ۲۰۱۳ برای چهارمین بار پیاپی به این مقام رسیده است).

## پیشینهٔ ریاست جمهوری

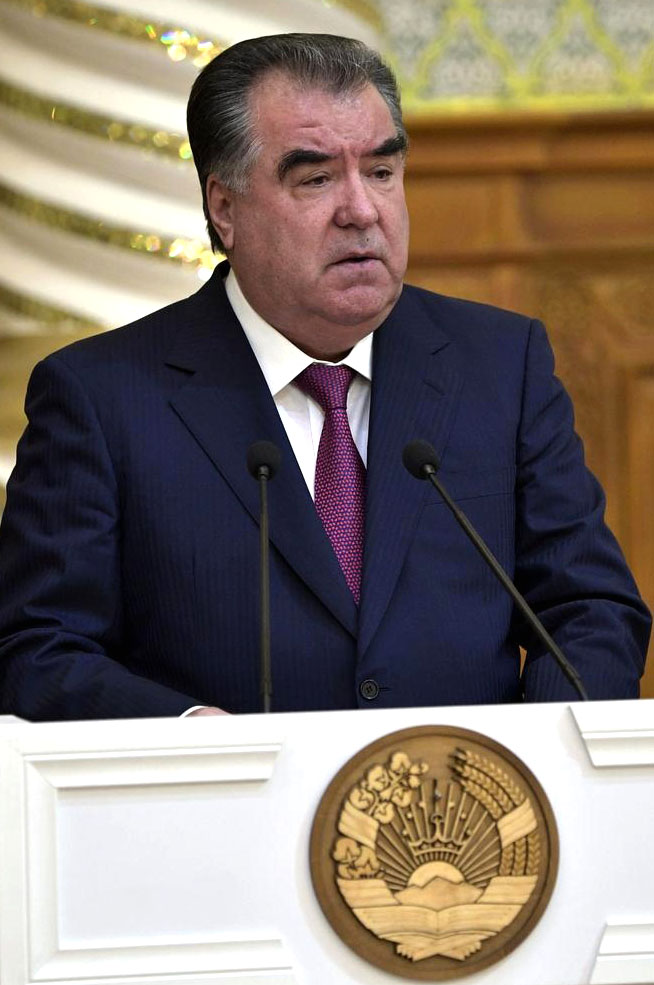
امامعلی رحمان

نخستین رئیس‌جمهور تاجیکستان، قهار محکموف بود که مقام دبیر اول حزب کمونیست تاجیکستان را در اختیار داشت و در نوامبر ۱۹۹۰ میلادی به سمت رئیس‌جمهور جمهوری سوسیالیستی تاجیکستان شوروی منصوب شد. محکموف هم دبیر اول حزب کمونیست تاجیکستان بود و هم رئیس‌جمهور، در نتیجه در زیر فشارها مجبور شد در اوت ۱۹۹۱ میلادی از مقام رئیس‌جمهوری استعفا دهد. از سال ۱۹۹۱ تا ۱۹۹۲ مقام ریاست جمهوری به‌علت تغییرات سیاسی و عدم اطمینان پس از فروپاشی اتحاد جماهیر سوسیالیستی شوروی و متعاقب آن ناآرامی‌های اجتماعی و خشونت در طول جنگ داخلی تاجیکستان، چندین‌بار دست‌به‌دست شد. از سال ۱۹۹۴ میلادی، امامعلی رحمان دارندهٔ این مقام است.
آخرین انتخابات ریاست جمهوری تاجیکستان در سال ۲۰۲۰ میلادی برگزار شد. انتخابات ریاست جمهوری در تاجیکستان بارها از سوی ناظران بین‌المللی به‌عنوان انتخاباتی ناعادلانه که منافع حزب حاکم را تأمین می‌کند، مورد انتقاد قرار گرفته است. برای نمونه در انتخابات سال ۲۰۱۳، ناظران بین‌المللی معتقد بودند که فضای آزادانه‌ای که یک رقابت انتخاباتی باید داشته باشد، در این انتخابات وجود نداشت و بسیاری از رسانه‌ها نیز از موارد متعدد نقض قانون انتخابات به‌ویژه رأی‌دهی یک فرد به جای چند کس و همچنین استفاده از چند برگهٔ رأی توسط برخی رأی‌دهندگان خبر داده‌اند. کمیسیون انتخابات تاجیکستان این اتهامات را رد کرده و می‌گویند انتخابات ریاست جمهوری در مراکز انتخاباتی بدون نقض قانون، شفاف و آزادانه برگزار می‌شود.

## وظایف طبق قانون اساسی
مهم‌ترین وظایف رئیس‌جمهور تاجیکستان بنا بر قانون اساسی این کشور، به شرح زیر است:
- نمایندهٔ کشور تاجیکستان در درون کشور و در مناسبات بین‌المللی است.
- وزارت‌ها و کمیته‌های دولتی را با رضایت مجلس عالی بنیانگذاری و منحل می‌کند.
- نخست‌وزیر، معاونان اول، معاونان معاون اول، وزیران، رؤسای کمیته‌های دولتی را تعیین یا عزل می‌کند و در جهت تصدیق (رأی اعتماد) به مجلس عالی پیشنهاد می‌کند.
- تعیین و عزل رئیس بانک ملی و معاونان او.
- متصدی و مسئول خزانه‌داری کل بوده و اطلاعات لازم را به مجلس عالی ارائه می‌دهد.
- فرماندهٔ کل قوای مسلح کشور تاجیکستان است و سران نیروهای نظامی کشور تاجیکستان را تعیین می‌نماید.

### رئیس‌جمهورهای تاجیکستان
| I. №                                                  | A. № | نام           | تصویر          | آغاز دوره       | پایان دوره     | حزب سیاسی                 |
| ----------------------------------------------------- | ---- | ------------- | -------------- | --------------- | -------------- | ------------------------- |
| رئیس‌جمهور تاجیکستان                                   |      |               |                |                 |                |                           |
| ۱مین                                                  | ۱مین | قهار محکموف   |                | ۳۰ نوامبر ۱۹۹۰  | ۳۱ اوت ۱۹۹۱    | حزب کمونیست تاجیکستان     |
| در طول دورهٔ فترت، قدرالدین اصلانف رئیس‌جمهور موقت بود. |      |               |                |                 |                |                           |
| ۲مین                                                  | ۲مین | رحمان نبی‌اف   |                | ۲۳ سپتامبر ۱۹۹۱ | ۶ اکتبر ۱۹۹۱   | حزب کمونیست تاجیکستان     |
| در طول دورهٔ فترت، اکبرشاه اسکندرف رئیس‌جمهور موقت بود. |      |               |                |                 |                |                           |
| ۲مین                                                  | ۲مین | رحمان نبی‌اف   |                | ۲ دسامبر ۱۹۹۱   | ۷ سپتامبر ۱۹۹۲ | حزب کمونیست تاجیکستان     |
| در طول دورهٔ فترت، اکبرشاه اسکندرف رئیس‌جمهور موقت بود. |      |               |                |                 |                |                           |
| Post abolished                                        |      |               |                |                 |                |                           |
| رئیس مجلس عالی تاجیکستان                              |      |               |                |                 |                |                           |
| —                                                     | —    | امامعلی رحمان |                | ۲۰ نوامبر ۱۹۹۲  | ۱۶ نوامبر ۱۹۹۴ | کنشگر سیاسی مستقل         |
| رئیس‌جمهور تاجیکستان                                   |      |               |                |                 |                |                           |
| Post restored                                         |      |               |                |                 |                |                           |
| ۳مین                                                  | ۳مین | امامعلی رحمان |                | ۱۶ نوامبر ۱۹۹۴  | ۶ نوامبر ۱۹۹۹  | حزب خلق دموکرات تاجیکستان |
| ۳مین                                                  | ۴مین | امامعلی رحمان | ۶ نوامبر ۱۹۹۹  | ۶ نوامبر ۲۰۰۶   |                | حزب خلق دموکرات تاجیکستان |
| ۳مین                                                  | ۵مین | امامعلی رحمان | ۶ نوامبر ۲۰۰۶  | ۱۶ نوامبر ۲۰۱۳  |                | حزب خلق دموکرات تاجیکستان |
| ۳مین                                                  | ۶مین | امامعلی رحمان | ۱۶ نوامبر ۲۰۱۳ | ادامه دارد      |                | حزب خلق دموکرات تاجیکستان |